# 필립 레더
필립 레더(Philip Leder, 1934년 11월 19일 ~ 2020년 2월 2일)는 미국의 유전학자였다.

## 어린 시절과 교육
레더는 워싱턴 D.C.에서 태어나 하버드 대학교에서 공부했으며 1956년에 졸업했다. 1960년에 그는 하버드 의학전문대학원을 졸업하고 미네소타 대학교에서 레지던트 과정을 마쳤다.

## 과학적 성과
레더는 1960년대부터 1990년대까지 현대 유전학 시대의 각 10년 동안 여러 가지 공헌을 했다. 유전 부호의 해명과 니런버그와 레더 실험에서 마셜 워런 니런버그와 함께한 초기 연구로 가장 잘 알려져 있다. 그 이후로 그는 분자 유전학, 면역학 및 암 유전학 분야에서 여러 가지 공헌을 했다. 그의 그룹은 완전한 포유류 유전자(베타 글로빈 유전자)의 기본 서열을 정의했으며, 이를 통해 관련 제어 신호를 포함하여 그 조직을 자세히 결정할 수 있었다. 항체 분자의 코드를 전달하는 유전자의 구조에 대한 그의 연구는 매우 중요했다. 이 연구의 주요 초점은 제한된 수의 암호화된 유전자에 의해 항체 분자의 광대한 다양성이 어떻게 형성되는지에 대한 질문이었다. 항체 유전자에 대한 레더의 연구는 나중에 종양유전자 c-myc와 관련된 항체 생산 세포의 종양인 버킷 림프종에 대한 연구로 확장되었다. 이는 이러한 유형의 종양의 기원을 이해하는 데 중요했다. 1988년에 레더와 티모시 스튜어트는 유전자 조작 동물에 대한 최초의 특허를 받았다. 암에 대한 감수성을 높이기 위해 배아에 유전자를 주입한 이 쥐는 "종양마우스(oncomouse)"로 알려졌으며 암 치료법에 대한 실험실 연구에 사용되었다.